# Médaille Georges-Henri-Lévesque
La Médaille Georges-Henri-Lévesque est remise depuis 1989 par la Faculté des sciences sociales de l'Université Laval en l'honneur du Révérend Père Georges-Henri Lévesque, o.p. fondateur en 1938 de l'École des sciences sociales, économique et politique devenue par la suite la Faculté des sciences sociales.

## Lauréats
- 1989 - Guy Coulombe, diplômé en sociologie[1]
- 1990 - Marcel Pepin, diplômé en relations industrielles
- 1991 - Claude Pichette, diplômé en économique
- 1992 - Michel Nadeau, diplômé en science politique
- 1993 - Thomas J. Boudreau, diplômé en économique
- 1994 - Pierre F. Côté, diplômé en relations industrielles
- 1995 - Jean-P. Vézina, diplômé en économique
- 1996 - Louise Bellavance, diplômée en service social
- 1997 - Michel Audet, diplômé en économique
- 2003 - Jean-François Lépine, diplômé en science politique
- 2011 - Serge Bouchard, diplômé en anthropologie
- 2013 - Patrick Fougeyrollas, diplômé en anthropologie